# 法诗钟表
法诗钟表（英文名称ALFASO），是电波钟/电波计时（Radio Controlled Clock）领导厂牌之一。始创自2007年于台北成立，2008年设立总部于厦门。法诗钟表专注于标准时间设计与推广，自行设计研发多款电波钟产品，包含中国大陆BPC电波计时码与接收日本JJY对时电波信号电波钟。法诗钟表为最早投入中国码BPC电波钟品牌生产厂商之一，并为首家在台湾同时推出日本码与中国码电波钟厂商。
2009年法诗钟表提出标准时间解决方案，定位为标准计时专家。透过电波时计为企业导入标准计时方案，针对大型工厂，旅馆，展会等提出一系列行业解决方案。

## 主要产品目
- 电波钟
  - BPC中国码电波钟
  - JJY日本码电波钟

## 电波时计/电波钟推广
法诗钟表被视为电波时计/电波钟最专业公司，也是最致力于电波钟市场教育推广企业。法诗钟表博客网站已被视为了解电波钟最完整网站，各种相关电波钟、电波时计、电波表理论与实际应用内容充分，为了解电波时计最佳网站。

## 提供电波钟说明书开源码
法诗钟表为提倡电波钟推广，更提供自有设计精美电波钟说明书Adobe Illustrate原始设计文件，采用知识共享组织所设计公共许可条款，进行对电波钟厂商公共授权。